# أحداث الفلوجة
أحداث الفلوجة هي سلسلة من العمليات العسكرية التي جرت في مدينة الفلوجة، أحد مدن العراق التابعة إلى محافظة الأنبار عقب غزو قوات التحالف والأطاحة بحكومة الرئيس العراقي السابق صدام حسين في 9 ابريل 2003 والتي شملت على فرض حصار على المدينة واعلان صلح وهجوم مسلح أمريكي وهجوم مسلح أمريكي-عراقي مشترك انتهاء بالسيطرة على المدينة. اعقبت هذه الأحداث تظاهرات قام بها 200 شخص من سكان المدينة في 28 ابريل 2003 والتي انتهت بصورة عنيفة حيث قتل 15 من الأشخاص المشاركين في التظاهرة وحادثة أخرى لقت صدى واسعا في وكالات الأنباء عندما تم قتل 4 من المتعاقدين من شركة بلاك وتر الأمريكية في المدينة وتم سحل جثثهم في الشوارع ليعلق الجثث فيما بعد في جسر على اطراف المدينة يطل على نهر الفرات في 31 مارس 2004.

## حصار الفلوجة في أبريل 2004
نتيجة لقتل أربعة من المرتزقة من شركة بلاك وتر الأمريكية مع قوات التحالف تعرضت الأدارة الأمريكية في واشنطن إلى ضغوط سياسية للقبض على الأشخاص الذين قاموا بتلك العملية. قامت قوات مشاة البحرية الأمريكية (المارينز) في أبريل 2004 بطوق المدينة لالقاءالقبض على منفذي العملية أو منفذي أي عملية أخرى من عمليات المقاومة العراقية وذلك بمساعدة افواج من الحرس الحكومي العراقي وميليشا البيش مرگة الكردية حيث كان لهم دور فعال في القتال هناك لاحقا.
قامت القوات الأمريكية بعد طوق المدينة بعملية عسكرية ادت إلى مقتل 40 من المارينز وتراوحت اعداد القتلى العراقيين حسب المصادر الطبية المحلية لمدينة الفلوجة زهاء 731 قتيلا.
في 9 ابريل 2004 سمحت القوات الأمريكية المطوقة للمدينة لما يقارب 70,000 من سكان المدينة بمغادرة المدينة وفي 10 ابريل 2004 اعلنت القوات الأمريكية من جانب واحد وقف إطلاق النار للسماح بالمساعدات الأنسانية بدخول المدينة ودخل وفد مفاوض المدينة لعقد الصلح ولكن الوفد فشل في مسعاه وبدأ الصراع مرة أخرى في 12 ابريل 2004 اضف إلى ذلك ان القوات الأمريكية عثرت على أسلحة مخبأة في الشاحنات التي كانت تنقل المساعدات الأنسانية للمدينة المحاصرة.

## عقد الصلح في الفلوجة مايو 2004
في بداية شهر مايو 2004 ونتيجة لضغوط سياسية أعلن المارينز وقف إطلاق النار من جانب واحد وللمرة الثانية وكانت نصف مدينة الفلوجة في ذلك الوقت تحت سيطرة المارينز. كانت معظم المعارك تدور في الأحياء الجنوبية لمدينة الفلوجة وخاصة حي الجولان. قام قائد قوات المارينز في الفلوجة باتخاذ قرار اعتبره البعض مجازفة حيث قرر تسليم المدينة إلى أحد الضباط السابقين من الجيش العراقي التي تم حله بقرار من سلطة الائتلاف الموحدة وحاكم العراق انذاك بول بريمر، حيث دخل الضابط محمد صالح المدينة مع 1000 من رجاله واطلقت تسمية لواء الفلوجة على هذه القوة ولكن معظم افراد هذه القوة كانوا من المنتمين إلى المقاومة العراقية. دخل محمد صالح الدينة وهو يلوح بعلم عراقي كان مجلس الحكم في العراق الغاه وكان لابسا زيه العسكري القديم في مبادرة رمزية من محمد صالح إلى عراقية القوة الداخلة إلى المدينة ولكن الأعضاء الأكراد في مجلس الحكم في العراق عارضوا بشدة اسناد هذا الدور إلى محمد صالح بسبب مزاعم انه كان متورطا بجرائم ارتكبت ضد الأكراد أثناء الحرب العراقية-الأيرانية فتم استبدال صالح بالضابط العسكري العراقي محمد لطيف كقائد للواء الفلوجة.
عقد الصلح بإعطاء محمد لطيف صلاحية السيطرة على شؤون المدينة بشرط ان يحكم لطيف سيطرته على الهجمات المسلحة التي تنطلق من الفلوجة ضد القوات الأمريكية وتشكيل نقاط للتفتيش من قبل المارينز على مدخل المدينة الشرقية.
كما ذكرنا سابقا ان معظم افراد لواء الفلوجة كانوا أعضاء في المقاومة العراقية والجيش العراقي القديم مما اعتبره البعض انتصارا للمقاومة العراقية في الفلوجة علما ان الكثيرين في مجلس الحكم في العراق ابدوا عدم ارتياحهم للمعالجة الأمريكية لقضية الفلوجة منهم على سبيل المثال أحمد الجلبي الذي صرح بعد مقتل عزالدين سليم في 17 مايو 2004 ان «الباب مفتوح للسيارات المفخخة» وكان يقصد بها باب الفلوجة.
تحولت الفلوجة تدريجيا بعد الصلح إلى مدينة يتغلب عليها الطابع الديني حيث طبقت شريعة إسلامية في معظم ارجاءها وتم تهميش دور لواء الفلوجة حتى أصبحوا جزءا من المقاومة العراقية نفسها بعد أن كان الهدف من ارسالهم هو كبح جماح العمليات المسلحة للمقاومة.

## الهجوم الأمريكي على الفلوجة مايو إلى نوفمبر 2004
بعد عقد الصلح استمرت العمليات المسلحة من قبل فصائل من المقاومة العراقية في مدينة الفلوجة بصورة متقطعة على شكل هجمات صغيرة وادركت الآدارة الأمريكية ان اجراءاتها في الفلوجة لم تكن مؤثرة في وقف فعاليات المقاومة العراقية وكانت الطائرات الأمريكية تقوم بغارات جوية على معاقل المقاومة في المدينة بين حين وآخر وبدأت بعض التقارير تطفو على السطح مفاده ان أبو مصعب الزرقاوي ومنظمة القاعدة في العراق قد بدأت في بسط نفوذها على المدينة.
في نوفمبر 2004 بدات القوات الأمريكية استعداداتها لشن حملة عسكرية واسعة النطاق على معاقل المقاومة في الفلوجة وبدأتها بتكثيف حملاتها الجوية على المدينة. في 7 نوفمبر 2004 اعلنت الحكومة العراقية الانتقالية حالة الطوارئ لمدة 60 يوما وصرح رئيس الحكومة العراقية المؤقتة، إياد علاوي رسمياموافقته على الحملة العسكرية «لتطهير المدينة من الأرهابيين» حسب تعبير علاوي.
بدأت العملية التي اطلقت عليها عملية الفجر في 7 نوفمبر 2004 واعتبرت اضخم عملية في حرب المدن تقوم به المارينز منذ معركة مدينة هيو في فيتنام عام 1968. قامت القوات الأمريكية بالسيطرة على مستشفى الفلوجة واحكموا سيطرتهم على جسر جرف كاس شكر في الجهة الغربية من المدينة وبحلول منتصف النهار من نفس اليوم دخلت قوات المارينز حي نواب الضباط وبحلول الظلام سيطروا على الشارع الرئيسي في وسط المدينة.
في 13 نوفمبر وبعد 6 أيام من المعارك الشرسة اعلنت القوات الأمريكية انها سيطرت على المدينة وانها تقوم بمطاردة بعض «جيوب المقاومة». في 16 نوفمبر قامت شبكة NBC الأخبارية ببث مشاهد لجندي أمريكي كان يطلق النار على أحد الجرحى المقاومين واحيل هذا الجندي إلى المحكمة العسكرية ولكن تم تبرأته فيما بعد.
افادت التقارير انه خلال هذه العملية تم تدمير 60 مسجدا و700 إلى 1000 منزل وقتل 71 جندي أمريكي و1,200 مسلح وتم اسر 1000 مسلح حسب تقارير الجيش الأمريكي.
بعد سنة من هذه العملية بثت وكالة انباء إيطالية تقريرا في 9 نوفمبر 2005 وجاء فيه ان المارينز استعملوا قنابل MK-77 الشبيهة بالنابالم بالإضافة إلى الفسفور الأبيض والتي تعتبران من الأسلحة المحرمة عالميا حسب قرارات معاهدات حظر استعمال الأسلحة الكيمياوية والتي وقعت عليها الولايات المتحدة الأمريكية في عام 1983.

## السيطرة على مدينة الفلوجة
سمح لسكان الفلوجة بالعودة إلى منازلهم في منتصف ديسمبر 2004 بعد إجراء تدقيقات تحليلية على العائدين حيث زود العائدون ببطاقات شخصية خاصة من قبل القوات الأمريكية. استنادا إلى تقارير القوات الأمريكية فان نصف البيوت في الفلوجة ويقدر عددها 39,000 منزل قد تعرضت إلى اضرار واستنادا على تقارير من شبكة ان بي سي (NBC) الأخبارية فان 9000 منزل قد دمر وقامت القوات الأمريكة قامت بتعويض 2,500 طلبات بالتعويض عن الأضرار من اصل 32,000 طلبا بالتعويض قدمه اهالي المدينة. منذ نوفمبر 2004 تشهد المدينة هدوءا نسبيا وانخفضت عدد الهجمات المسلحة على القوات الأمريكية علما ان هناك هجمات متفرقة بين الحين والأخر يقوم بها بعض فصائل المقاومة العراقية وكانت ابرزها أحد العمليات لأستشهادية بواسطة سيارة مفخخة في 23 يونيو 2005 التي اودت بحياة 6 من المارينز واصابة 13 منهم.

## عملية كسر الإرهاب
هي عملية عسكرية شنتها الحكومة العراقية لاستعادة السيطرة على الفلوجة من داعش، وبدأت في 23 مايو 2016، وذلك بعد ثلاثة أشهر من حصار لها، وفي 17 يونيو 2016 م أعلنت القوات العراقيّة السيطرة على قائم مقامية الفلوجة بوسط المدينة، وفي 26 حزيران 2016م، حررت القوات العراقية مدينة الفلوجة بالكامل من تنظيم «داعش».